# Lestes stultus
Lestes stultus là loài chuồn chuồn trong họ Lestidae. Loài này được Hagen mô tả khoa học đầu tiên năm 1861.